# Nunzio Cavazza
Nunzio Cavazza (Mirandola, 8 agosto 1945 – Pavia, 22 gennaio 2008) è stato un calciatore italiano, di ruolo difensore.

## Caratteristiche tecniche
Giocò nel ruolo di difensore centrale.

## Carriera
Giocò in Serie A e Serie B con il Messina negli anni 1960. Successivamente transitò nel Potenza, quindi chiuse la carriera in Serie D nella Nuova Igea di Barcellona.